# The Lady Stone

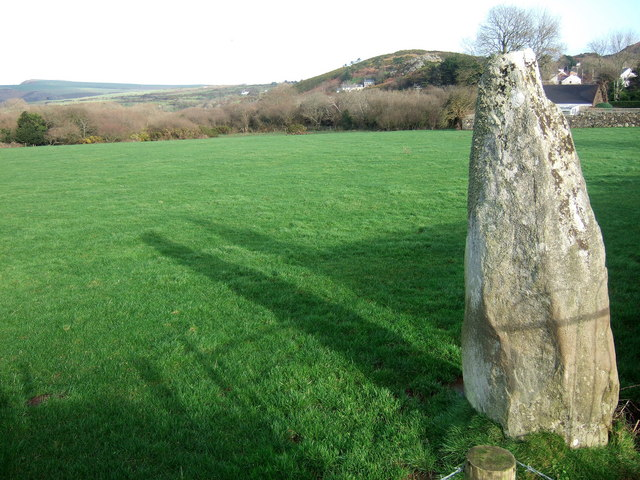
The Lady Stone

The Lady Stone (auch Ty-Meini oder Yet-y-Bontbren genannt) ist ein Menhir (englisch Standing stone) auf einem Feld, an der A487 südwestlich von Dinas Cross bei Fishguard in Pembrokeshire in Wales.
Der Stein, von dem manche sagen, er ähnele einer verhüllten Frau, ist ein Menhir, der sich von der Basis an zur Spitze verjüngt und wahrscheinlich aus der Bronzezeit (2300 bis 800 v. Chr.) stammt. Er ist etwa 2,5 m hoch, 1,2 m breit und 0,9 m dick.
In der Nähe stehen der Dinas Cross Stone und der ehemals wackelnde Mynydd Dinas Rocking Stone.